# Mistrzostwa Europy U-19 w rugby 7 mężczyzn
Mistrzostwa Europy U-19 w rugby 7 mężczyzn – oficjalny międzynarodowy turniej rugby 7 o zasięgu kontynentalnym mający na celu wyłonienie najlepszej w Europie męskiej reprezentacji narodowej złożonej z zawodników do lat dziewiętnastu. Organizowany był corocznie przez Rugby Europe w latach 2013–2015.
Inauguracyjna edycja zawodów została zorganizowana w roku 2013, na kongresie Rugby Europe w lipcu 2015 roku podjęto decyzję o zastąpieniu mistrzostw Europy do lat dziewiętnastu zawodami w kategorii do lat osiemnastu.

## Medaliści
| Rok  | Gospodarz  | złoto        | srebro          | brąz            | Źródło |
| ---- | ---------- | ------------ | --------------- | --------------- | ------ |
| 2013 | Hiszpania  | Francja U-19 | Rosja U-19      | Hiszpania U-19  |        |
| 2014 | Portugalia | Francja U-19 | Rosja U-19      | Portugalia U-19 |        |
| 2015 | Francja    | Francja U-19 | Portugalia U-19 | Irlandia U-19   |        |